# 最明寺 (川越市)
最明寺（さいみょうじ）は、埼玉県川越市にある天台宗の寺院。

## 歴史
1262年（弘長2年）、北条時頼の開基である。当地には元々草庵があり、「瑶光房道円」と称する僧侶が住んでいた。道円は幼名「千寿丸」といい、鎌倉幕府第2代将軍源頼家の子であった。反北条勢力によって源氏再興の旗印として担がれたが、時勢及ばず、遂に出家してこの地に隠棲していた。
その後、執権を辞した北条時頼は全国行脚の旅に出ていた。そして当地にて道円に出会い、その境遇に同情した時頼は鎌倉に帰還した後、源氏の供養のために寺を創建して、道円をその長に据えた。これが当寺の起源である。

## 交通アクセス
- 西川越駅より徒歩12分。